# Hans Dam
 Ikke at forveksle med svømmeren (Hans Peter) Ludvig Dam.
Hans Dam (født 21. juli 1945, død 15. oktober 2020) var en dansk journalist, der var chefredaktør for Berlingske Tidende og Fyens Stiftstidende.
Hans Dam blev udlært fra Skive Folkeblad og kom derefter til Det Radikale Venstres presseafdeling på Christiansborg. Senere rykkede han til Jyllands-Postens politiske redaktion og videre til Berlingske Tidendes ditto. Han blev efterfølgende EF-korrespondent i Bruxelles for DR.
I 1982 blev han ansvarshavende chefredaktør for Berlingske Tidende, der ligesom udgiveren, Det Berlingske Officin, var i dyb økonomisk krise. Han bestred stillingen frem til 1996 og formåede at vende udviklingen, så oplaget voksede og avisen blev Danmarks store borgerlige morgenavis. Her dannede han parløb med Erik Bidstrup, der tog sig af det redaktionelle, mens Dam selv særligt fokuserede på forretningen.
Sidst i sin karriere var han fra 1996 til 2001 ansvarshavende chefredaktør for Fyens Stiftstidende. Han forlod posten øjeblikkeligt i april 2001 som konsekvens af, at han var blevet ramt af en alvorlig sygdom. Forud havde medarbejderne givet ham en mistillidserklæring som følge af, at avisen i 2000 havde et underskud på 36,5 millioner kroner.
Hans Dam døde af leukæmi.